# Erich Marx (Unternehmer)
Erich Marx (* 25. April 1921 in Brombach bei Lörrach; † 9. September 2020 in Grindelwald) war ein deutscher Unternehmer, Kunstsammler und Mäzen.

## Leben
Erich Marx war der Sohn eines Lagerarbeiters. Nach dem Zweiten Weltkrieg studierte er Rechtswissenschaften an der Albert-Ludwigs-Universität Freiburg und der Universität Basel. Nach seiner Promotion begann er eine Tätigkeit als Leiter der Rechtsabteilung im Burda-Konzern. Später wechselte er in leitende Positionen anderer Verlage.
1967 gründete Marx in Berlin eine eigene Bauträgergesellschaft (Dr. Erich Marx GmbH, eingetragen unter HRB 2520 beim HRG Berlin-Charlottenburg), die zunächst im Wohnungs- und Hotelbau tätig war (unter anderem Bau bzw. Renovierung der „relexa“-Hotels mit bundesweit zehn Standorten), dann auch im Bau und Betrieb von Kliniken (Median Kliniken GmbH & Co. KG). Seit 1969 war neben Erich Marx der Geschäftsführer der 1980 gegründeten „relexa hotel GmbH“, Axel Steinwarz, zweiter geschäftsführender Gesellschafter der Median Kliniken. Die Median Kliniken mit Ausnahme der Einrichtungen in Bad Krozingen, die inzwischen unter Park-Klinikum Bad Krozingen firmieren, sowie der Klinik für Tumorbiologie in Freiburg wurden im Jahr 2009 an die amerikanische Finanzgesellschaft Advent International und den Londoner Immobilien-Investor Marcol verkauft. Das Universitätsklinikum Freiburg verhandelte 2007 über eine Übernahme der Klinik für Tumorbiologie. Das Vorhaben scheiterte jedoch 2011; die Uniklinik entschied sich für einen Neubau in eigener Regie. Im August 2011 gab das Unternehmen den Verkauf der Klinik für Tumorbiologe an die Firma Fimarco S. A. Fribourg (CH) bekannt. Marx baute nach eigener Aussage mit seiner Firma 37 Kliniken mit je 200 Betten.
In entscheidende Berührung mit zeitgenössischer Kunst (einer Grafik des damals in Worpswede ansässigen Künstlers Friedrich Meckseper) kam er beim Besuch einer Galerie auf der Insel Sylt. Er begann, Kunstwerke des Zeitraums ab 1950er Jahre zu sammeln, darunter Hauptwerke von Joseph Beuys, Andy Warhol, Robert Rauschenberg, Roy Lichtenstein, Anselm Kiefer und Cy Twombly. Als ihm die Sammlung zu groß für sein Privathaus wurde, bot er sie Mitte der 1980er Jahre der Stadt Berlin als Dauerleihgabe an. 1987 beschloss der Senat von Berlin, im ehemaligen Hamburger Bahnhof ein Museum für Gegenwartskunst einzurichten. Die Sammlung von Marx ist dort seit 1996 untergebracht, die Trägerschaft hat die Stiftung Preußischer Kulturbesitz übernommen. Als die Deutsche Bahn AG 1998 plante, im Ostflügel des Gebäudes ein Gästehaus unterzubringen, drohte Marx, seine Leihgabe zurückzuziehen. Nach dem im März 2007 aus Kritik an der Ausstellungspolitik der Stiftung Preußischer Kulturbesitz erfolgten Rücktritt seines Kurators Heiner Bastian (der ehemalige Sekretär von Joseph Beuys), der die Sammlung Marx aufgebaut und betreut hatte, drohte Marx erneut mit dem Rückzug seiner Leihgabe.
Marx war Mitglied im „Freundeskreis der Kulturstiftung der Länder“, in der „Gesellschaft der Freunde der Akademie der Künste“, im Verein der Freunde der Nationalgalerie Berlin (dort auch Kuratoriumsmitglied). Er gehörte zu den Erstunterzeichnern eines Aufrufes zum Wiederaufbau des Berliner Stadtschlosses. Des Weiteren war Marx stellvertretender Vorsitzender des Berliner „Vereins zur Förderung des Israel-Museums in Jerusalem“. Er starb im September 2020 im Alter von 99 Jahren in der Schweiz an Herzversagen.
Gemeinsam mit Viola Wojnowski gründete er die private Stiftung OP ENHEIM, die in Breslau kulturell aktiv ist.

## Ehrungen
- 1997: Ernst-Reuter-Plakette des Senats von Berlin[10]
- 1997: Montblanc Arts Patronage (Montblanc de la Culture Award)[11]
- 2001: Großes Verdienstkreuz des Verdienstordens der Bundesrepublik Deutschland[12]
- 2003: Ehrensenator der Albert-Ludwigs-Universität Freiburg im Breisgau[13]
- Die Dr.-Erich-Marx-Straße in Bernkastel-Kues ist nach ihm benannt, da im Landkreis Bernkastel-Wittlich die Median-Kliniken mit Rehazentrum der größte Arbeitgeber sind.